# Scirtes ussuriensis
Scirtes ussuriensis es una especie de coleóptero de la familia Scirtidae.

## Distribución geográfica
Habita en Rusia.